# Їчін (округ)
Ї́чін (чеськ. Okres Jičín) — адміністративно-територіальна одиниця в Краловоградецькому краї Чеської Республіки. Адміністративний центр — місто Їчін. Площа округу — 886,63 кв. км., населення становить 79 490 осіб.
До округу входить 111 муніципалітетів, з котрих 10 — міста.